# Palmetto Bay
Palmetto Bay é uma aldeia localizada no estado americano da Flórida, no condado de Miami-Dade. Foi incorporada em 10 de setembro de 2002.

## Geografia
De acordo com o United States Census Bureau, a aldeia tem uma área de 21,9 km², onde 21,5 km² estão cobertos por terra e 0,4 km² por água.

## Demografia
Segundo o censo nacional de 2010, a sua população é de 23 410 habitantes e sua densidade populacional é de 1 090,31 hab/km². Possui 8 372 residências, que resulta em uma densidade de 389,92 residências/km².